# Großostheim
Großostheim (hoặc Grossostheim) là một xã nằm ở huyện Aschaffenburg, thuộc Regierungsbezirk Unterfranken, bang Bayern, Đức. 

Hành chính

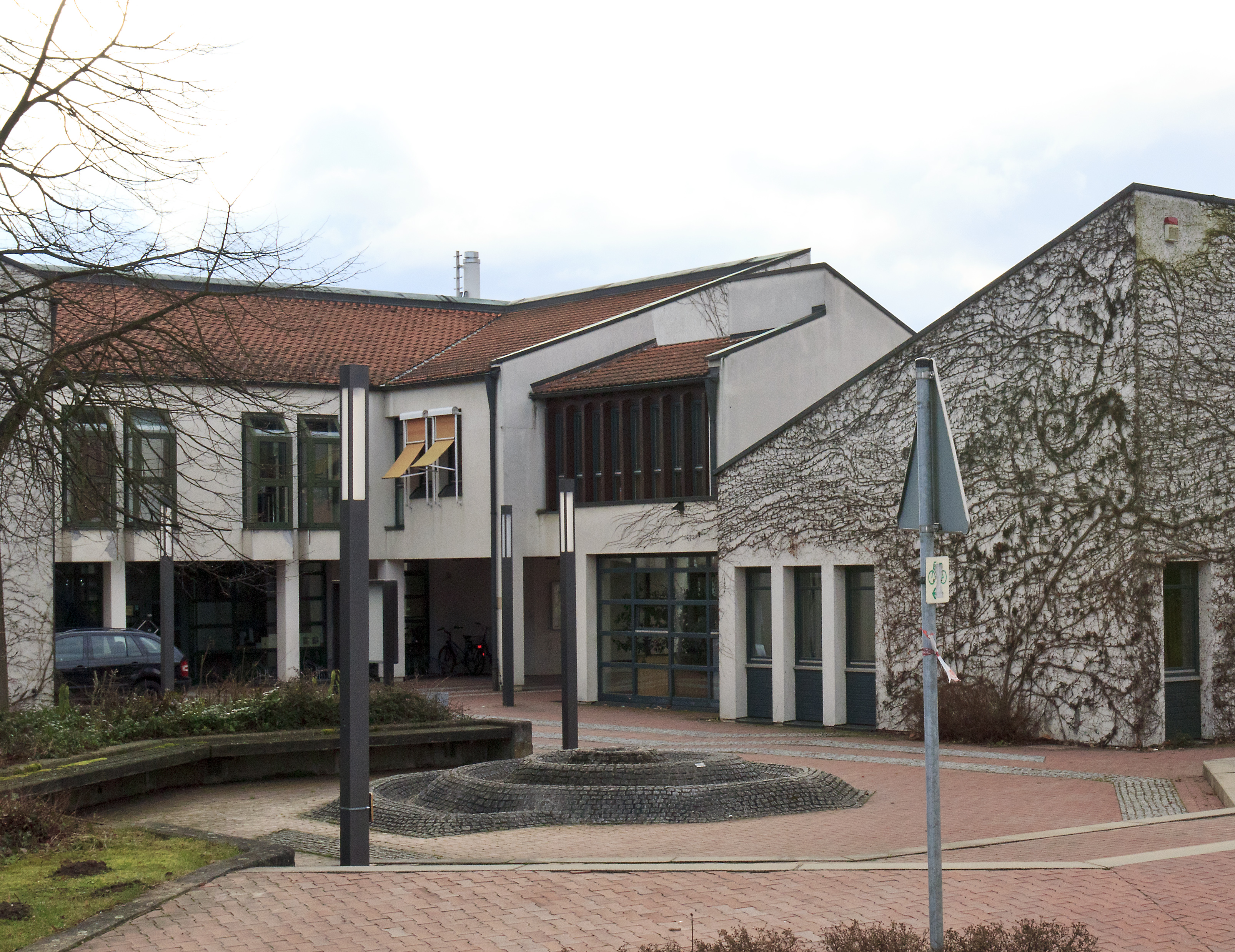
Tòa thị chính